# 范必英
范必英（1631年—1692年），原名雲威，字秋濤，號伏庵，自號杜圻山人，直隸蘇州府吳縣人，清朝學者。范允臨子。

## 生平
康熙十四年（1675年）乙卯科舉人，康熙十八年（1679年）獲薦己未科博學鴻詞，取二等第十二名，授翰林院檢討，纂修《明史》，致仕歸里。築萬卷樓，工古文詩詞。康熙三十一年（1692年）卒。